# Adrián González Morales
Adrián González Morales (Madrid, 25 de maig del 1988) és un exfutbolista professional madrileny, que jugava com a migcampista per la banda esquerra.

## Trajectòria esportiva
Va jugar a Reial Madrid B la temporada 2006-07. Durant la temporada 2007-08 va ser cedit al Celta de Vigo i al Nàstic de Tarragona. Durant la temporada 2008-09 jugà al Getafe CF amb el qual va signar un contracte per a quatre temporades. L'estiu de 2010 va fitxar pel Racing Club de Santander.
És el fill de l'històric jugador i exentrenador del Castilla, Míchel, i milità sota les seves ordes durant la seva etapa en el Castilla.